# بانک ملی سوئیس
بانک ملی سوئیس (آلمانی: Schweizerische Nationalbank) بانک مرکزی سوئیس است، که در سال ۱۹۰۶ تأسیس شد.